# ツダケンロードショーはてるまでラジオ
ツダケンロードショー・はてるまでラジオは、アニメイトTV、で放送されていたインターネットラジオである。2011年3月14日に「ツダケンロードショーはてるまでラジオ」として放送開始、2014年1月31日に放送終了。

## 概要
パーソナリティは津田健次郎。毎回声優や芸能人など様々な人をゲストに呼んでトークをする。ゲストは基本的に津田が好きな人を呼んでいる。
オープニング前に、津田と藤原による楽屋トーク風の会話の後番組がスタートする形式が第5話から始まる。番組はゲストとのトークがメインだが、どのようなゲストであろうと津田が下ネタに巻き込み、番組における全体の雰囲気を作り出している。
あまりにも序盤で下ネタを飛ばしすぎたため控え目にしたところリスナーより「下ネタが少なくなった!」と叱りのメールを貰っていた。その結果、ラジオが二部構成となり、全年齢用と大人用に分かれている（津田によるジングルで告知している）。
2012年1月23日にタイトルをリニューアル。中点が付くようになった。
2015年8月5日から2016年3月23日の期間に超!A&G+で放送された文化放送モバイルplus presents ツダケンとフッキーのはてるまでラジオを舞台化する生放送に継承。

## パーソナリティ
- 津田健次郎
- 藤原祐規（アシスタント）

## コーナー
ねぇ、皆!最近どうなのよ!?
いわゆるフツオタを読むコーナー。
TIGER & BUNNYコラボコーナー・「ネイサンのファイヤー部屋」
津田が出演するアニメ『TIGER & BUNNY』の公式キャララジオコーナー。津田が演じるファイヤーエンブレムになり切って、他の出演者と共にお便りを読んだり情報を読み上げる。
作品中であまりスポットライトが当てられないキャラクターを中心にゲストに招いているため、アニメ内のセリフよりもラジオで喋る分量の方が多く、キャラが崩壊しかかる事がある（第8回）。
はてラジQ
パーソナリティー本人やゲストのイメージ調査を事前に行い、番組内で発表・一部クイズ形式にして世間の生の声を届けるコーナー。
通常はアニメイト渋谷店でアンケートを取っているが、第9回の公開録音では立川のオカマバーまで出張アンケートを行っている。
ツダッター
番組収録直前にtwitter上にて津田本人から出題されたお題をフォロワー達が回答し、その結果を元にトークするコーナー。

## 各回ゲスト
1. 石田彰
2. 近藤隆
3. RUN&GUN（宮下雄也、永田彬）
4. 柿原徹也
5. 堀内賢雄
6. 大河元気
7. 楠大典
8. 藤原啓治
9. 平田広明、森田成一、寿美菜子
10. 森田成一（映像出演）
11. 遊佐浩二
12. 柿原徹也
13. 伊藤健太郎
14. 森久保祥太郎
15. 森久保祥太郎
16. 小西克幸、小野坂昌也（臨時アシスタント）
17. 柿原徹也、森久保祥太郎、下野紘（公開録音の一部を放送）
18. 楠大典、井上剛
19. ゲッターズ飯田
20. なし
21. 喜安浩平
22. 山口勝平
23. 黒田崇矢
24. 第3回、第6回分を再放送
25. RUN&GUN、大河元気（一周年記念イベントの一部を放送）
26. 三木眞一郎
27. なし
28. 鈴木裕斗（公開録音の一部を放送）
29. なし
30. 豊永利行
31. 豊永利行
32. なし
33. 小山力也
34. 小山力也
35. なし
36. なし
37. 岩崎ひろし
38. 森久保祥太郎
39. 森久保祥太郎
40. 三木眞一郎
41. 三木眞一郎
42. なし
43. なし
44. なし
45. 関智一
46. なし
47. なし
48. 木内秀信
49. 楠大典

## DJCD
通常のラジオと異なり、ラジオ本編のダイジェストが収録されたCDは発売されておらず、全て録り下しの内容となっている。
| 発売日         | タイトル                                           | 規格品番 |
| -------------- | -------------------------------------------------- | -------- |
| 2011年10月28日 | はてラジDJCD 夕暮れカフェ遊佐編 真夜中バー小野坂編 | HTRJ-001 |
| 2011年12月22日 | チームはてラジ めざせ花園!全国編                   | HTRJ-002 |

### はてラジDJCD　夕暮れカフェ遊佐編　真夜中バー小野坂編
オトナな2名の男性声優をゲストに招き、トークをする内容。
- ゲスト：遊佐浩二、小野坂昌也
- CD2枚組でそれぞれのDISCごとにゲストが1人出演している
- 特典

　　　○「津田健次郎 サイン入りブロマイド風コレクション的なカード?」
◆2種1セット全2セット4種（CD同梱）
　　　○「はてラジ収録現場への招待状（申し込み用紙）」
◆はてラジの収録現場への収録観覧抽選券
　　　○「『はてラジDJCD 夕暮れディスク・真夜中ディスクをみんなで一緒に聴く会』参加券」
◆2011年12月3日開催のトークショーへの参加券

### チームはてラジ めざせ花園!全国編
男性声優でチームを組んで、女子校でイベントを開催した様子を収録した内容。
- ゲスト：森久保祥太郎、柿原徹也、下野紘